# Aba I
Aba I (zm. 552) – pisarz, teolog oraz Patriarcha Wschodu w latach 540–552.
Urodzony w rodzinie zaratusztriańskiej, ochrzcił się i studiował w szkole nisibiskiej. Podróżował do Bizancjum; odwiedził Edessę (gdzie greki uczył go późniejszy uczeń Tomasz z Edessy), Palestynę, Egipt i Konstantynopol. 
Około roku 530 trafił do Egiptu, gdzie nauczał mnicha-geografa Kosmasa Indikopleustesa, autora "Topografii chrześcijańskiej" – Kosmas odwdzięczył się za jego wkład nadając mu w swoim dziele miano πατρίκως, patrikos (od gr. πατέρας pateras, "ojciec").
Po powrocie został wykładowcą interpretacji biblijnych (syr. mpaššqana) w szkole nisibiskiej, a następnie założonej przez siebie szkole seleucko-ktezyfońskiej. Po śmierci patriarchy Pawła w 540 roku został wybrany jego następcą. W 544 roku utworzył wędrowny synod i wraz z różnymi biskupami objechał kilka diecezji, aby załagodzić podziały powstałe jeszcze przed pontyfikatem poprzednika. W międzyczasie wdał się w konflikt z perskimi władzami i kilka lat patriarchatu spędził w więzieniu i na wygnaniu. 
Wprowadził szereg reform kanonicznych, mających usprawnić i umocnić Kościół Wschodu. Wśród nich znalazły się m.in.:
- Ujednolicenie zasad zawierania związków małżeńskich oraz związków zabronionych
- Nakaz zdejmowania z urzędów schizmatyków
- Reforma hierarchii kościelnej